# Duanaire Finn
Duanaire Finn ['duanirʴe fʴiNʴ] („Finns Liederbuch“) nennt sich eine Sammlung von 69 Gedichten und Balladen (lays) aus dem Finn-Zyklus, die um die Person des Fionn mac Cumhaill angesiedelt sind. Diese Werke entstanden in der Zeit vom 12. bis zu Beginn des 17. Jahrhunderts und sind in einem Manuskript im Jahre 1627 zusammengefasst worden. Der Verfasser ist der Poet und Krieger Aodh Ó Dochartaigh, das Manuskript befindet sich heute im Irish College von Löwen in Belgien.
Die lays handeln von Abenteuern der Fianna, der Kriegertruppe Fionns, von Jagderlebnissen und Kriegszügen. Die Form der Erzählung ist der Bericht einzelner Mitglieder der Fianna an spätere Zuhörer.